# Жуль Арман Дюфор
Жуль Арман Станіслас Дюфор (фр. Jules-Armand-Stanislas Dufaure; 4 грудня 1798, Сожон — 27 червня 1881, Рюей-Мальмезон
) — французький політик та державний діяч, тричі  очолював кабінет міністрів Франції, член Французької академії.

## Біографія
Жуль Арман Станіслас Дюфор, будучи адвокатом в Бордо, незабаром здобув широку популярність завдяки участі в політичних процессах.
Обраний в 1834 до Палати депутатів, зайняв у ній чільне місце у лавах центру (tiers parti). У 1839 брав участь у коаліції проти кабінету Моле і після його скинення близько року був міністром публічних робіт. У цей короткий час багато зробив для розвитку залізничної справи.
Після революції 1848 року Дюфор, обраний до Установчих зборів, був членом комісії для вироблення конституції, а в жовтні був призначений Луї-Еженом Кавеньяком міністром внутрішніх справ і активно підтримував кандидатуру Кавеньяка на президентство. Обіймав ту ж посаду в першому кабінеті Наполеона III; був членом законодавчих зборів. Після державного перевороту 2 грудня 1851 деякий час утримувався під арештом. Повернувшись до паризького адвокатського стану, був у 1862–1864 його старійшиною-батонне.
Після проголошення Третьої республіки Дюфор був обраний членом національних зборів від п'яти департаментів і обіймав при Тьєрі посаду прем' єр-міністра та міністра юстиції. Після падіння Тьєра Дюфор приєднався до лівого центру і активно боровся з кабінетом Брольї.
У березні 1875 Дюфор знову був призначений міністром юстиції і брав активну участь у виробленні організації Сенату і обговоренні виборчих законів.
Після відставки Луї Бюффе в березні 1876 Дюфор став на чолі кабінету міністрів. Заснував при міністерстві юстиції «Комітет іноземного законодавства» для перекладу французькою мовою іноземних кодексів та законів.
У грудні 1876 кабінет Жуля Дюфора пішов у відставку через питання про припинення будь-яких нових переслідувань за причетність до комуни. У тому ж році Дюфор був обраний незмінним  сенатором. У 1877 він вів непримиренну боротьбу з діячами «coup d'état 16 травня», а після перемоги республіканців на загальних виборах йому доручено було у грудні 1877 року утворити новий кабінет.
У конфлікті, що виник між міністерством і президентом Мак-Магоном, Дюфор рішуче відстоював вимоги міністерства, чим сприяв прагненню Мак-Магона піти у відставку. З обранням Жуля Греві, Дюфор у лютому 1879 пішов з політики.
Жуль Арман Станіслас Дюфор помер 27 червня 1881 в Рюей-Мальмезоні.